# Критика ислама
Кри́тика исла́ма — выявление противоречий, ошибок и их разбор (анализ), обсуждение чего-либо с целью дать оценку исламу.
Критика ислама возникла уже во время начала деятельности Мухаммада — сначала со стороны мекканских язычников, поздне́е — со стороны жителей стран, подвергавшихся мусульманской экспансии. По мере роста известности ислама в мире возникала критика от тех, кто с исламом напрямую не сталкивался. Так, ранние критики из числа христиан, жившие до 1000 гг., склонны были рассматривать ислам в качестве радикальной христианской ереси.
Позднее критика возникла как внутри самого мусульманского мира, так и со стороны иудейских и христианских авторов.

## Проблематика
Объектами критики ислама становятся следующие вопросы:
- нетерпимость ислама к критике со стороны (джихадизм, исламский фундаментализм), отношение к предполагаемым ересям и еретикам, отношение к отступникам от ислама согласно шариату[6];
- моральность поступков Мухаммеда, как в его личной жизни, так и в общественной деятельности[2][7];
- подлинность и моральность содержания Корана[8][9];
- права человека в современных исламских странах (женщины в исламе, касты в исламских странах Южной Азии и др.)[10];
- противодействие исламского духовенства ассимиляции мигрантов из мусульманских стран в США и Европе[11].

## Хронология критики

### Ранний ислам
- Кааб ибн Ашраф (?—624) — еврейский поэт из Медины, современник Мухаммада, о котором сочинял сатирические стихи и памфлеты. Одна поэма посвящена врагам ислама — лидерам курайшитов, павшим в бою при Бадре. Чтобы остановить его деятельность, Мухаммад санкционировал убийство. Требование казни было вынесено по причине подстрекательства Каабом курайшитов, его призыва убивать мусульман и вести борьбу с Мухаммадом[12]. Джабир повествует: «Посланник сказал: „Кто готов убить Кааба ибн Ашрафа?“ Мухаммад ибн Маслама ответил: „Ты хочешь, чтобы я убил его?“ Посланник ответил утвердительно. Мухаммад ибн Маслама сказал: „Тогда позволь мне сказать, что я готов“. Пророк ответил: „Хорошо“»[13].
- Башшар ибн Бурд (714—783) — известный поэт. В городе Басре, при большом скоплении народа, заслушав стихотворения современников, сказал о некоторых из них: «Эти стихи лучше любой суры Корана»[14]. Критиковал Коран как литературное произведение, ставив некоторые свои стихи выше него по уровню. Некоторые его сочинения выражали идеологию шуубии. По приказу халифа Аль-Махди был заключён в тюрьму и убит.
- Абу-ль-Атахия (ок. 750—825) — арабский поэт. Ставил некоторые свои стихотворения по литературным качествам намного выше Корана[14].
- Ибн ар-Равенди (IX век) — арабский мыслитель и литератор. Выступал с резкой критикой Корана, оспаривая его достоинства как литературного произведения. До нас дошло его утверждение, что «у проповедника Актама ибн ас-Сайфи можно найти куда более изящную прозу, чем в Коране»[15].
- Абу Иса аль-Варрак (889—994) — арабский скептик и критик религии в целом. Он сомневался в пророческой миссии Мухаммеда:То, что Мухаммад мог предсказать определённые события, не доказывает то, что он был пророком: он, возможно, смог угадать, но это не значит, что он действительно знал о будущем. И, конечно же, тот факт, что он смог пересказать события из прошлого, не доказывает то, что он был пророком, потому что он мог прочитать об этих событиях в Библии и, если бы он был неграмотным, всё равно кто-то мог прочитать Ветхий Завет для него[16].

- Абу-ль-Ала аль-Маари (973—1057) — арабский поэт. Написал отклик на стихи Аль-Мутанабби (915—965), который назвал «Му’джиз Ахмед» — «Чудо Ахмеда» — игра слов — с одной стороны это прозвище Мухаммада (сура 61:6), с другой — намёк, что стихи аль-Маари такое же чудо как Коран[14]. Аль-Маарри рассматривал религии вообще (а не только ислам) как «вредные сорняки» и утверждал, что ислам не имеет монопольного права на истину. Особенно резко высказывался он об улемах (толкователях Корана):

Они цитируют свои священные книги, хотя факты говорят мне, что они являются вымыслом от начала и до конца. О Разум, ты один говоришь истину. Так пусть же погибнут дураки, которые фальсифицировали религиозные традиции или толковали их!

#### Отцы Церкви
Наиболее раннюю христианскую критику ислама можно обнаружить в произведениях Иоанна Дамаскина (676—753), жившего в эпоху раннего Халифата. Он был знаком с исламом и знал арабский язык. Вторая глава его книги «Источник знания», озаглавленная «О ересях», представляет собой серию дискуссий между христианами и мусульманами. Иоанн выбирает в качестве оппонента арианского монаха, испытавшего влияние ислама, и представляет исламскую доктрину как эклектические представления, основанные на Библии.
Такая критика, впрочем, не совсем корректна: Иоанн оппонирует собственному представлению об исламе (объединив две разных «ереси», по его представлениям, в одну). Касаясь вопроса об авраамическом происхождении ислама, Иоанн утверждает, будто бы арабов называли «сарацинами» потому, что они будто бы были «лишены Сары». Ещё их звали «агарянами» потому, что они были незаконнорождеными потомками рабыни Агарь.
Есть же ещё и доныне усиливающаяся, вводя народ в заблуждение, вера измаильтян, являющаяся предтечей антихриста. Происходит она от Измаила, рождённого Авраамом от Агари, поэтому [приверженцы её] именуются агарянами и измаильтянами. Сарацинами же (Σαρακνούς) их называют от «Σάῤῥας κενούς» из-за сказанного Агарью ангелу: «Σάῤῥα κενήν με ἀπέλυσεν» («Сарра отпустила меня пустой»)

### В эпоху расцвета Средневековья

#### Иудаизм
Маймонид, один из виднейших еврейских судей XII века, рассматривает связь между исламом и иудаизмом как в основном теоретическую. Маймонид не спорит с тем, что ислам — религия строго монотеистичная, но находит огрехи в практике исламских режимов. Он также считал, что исламская этика и политика стоят ниже по сравнению с еврейскими. Маймонид критиковал за недостаток добродетели методы мусульманских правителей, которыми они пользовались в управлении своими странами и в отношении друг к другу. В своём «Послании в Йемен» он называет Мухаммеда ивр. המשוגע‎ («сумасшедший»).
В 1280 г. еврейский философ Ибн Каммуна подверг критике ислам в своей книге «Рассмотрение трёх вероисповеданий». По его мнению, шариат был несовместим с принципом справедливости, и это явно противоречило утверждениям о том, что Мухаммед был совершенным человеком: «нет доказательств, что Мухаммед добился совершенства и способности совершенствовать других, как он требовал».
Он, таким образом, утверждал, что люди обращаются в ислам из низменных побуждений:

Вот почему до настоящего времени мы никогда не видели кого-либо, кто обращался в ислам иначе как из страха, или из жажды власти, или во избежание тяжкого налогообложения, или унижения, или будучи взятым в плен, или из-за страстной влюблённости в женщину-мусульманку, или из-за подобной причины. И мы не видели уважаемого, богатого и благочестивого немусульманина, хорошо осведомлённого как в основах своей веры, так и в исламе, чтобы он перешёл в исламскую веру без одного из упомянутых выше или подобных мотивов.

#### Христианство
Некоторые средневековые христианские писатели изображали Мухаммада как одержимого Сатаной лжепророка, «предшественника Антихриста» и даже самого Антихриста. По мнению ряда других средневековых авторов, пришествие Мухаммада и возникновение ислама были предсказаны в Библии. Как писал Беда Достопочтенный, книга Бытие (16:12) описывает Исмаила как «дикого человека», чья «рука будет против всякого человека». Беда пишет о Мухаммеде: «Теперь как велика его рука против всех и все руки против него; когда они налагают свою власть по всей Африке и удерживают крупнейшую часть Азии и часть Европы, ненавидя всех и противостоя всем».
Византийский богослов Григорий Палама (1296—1359) особо подвергал критике нравственный образ ислама:

Итак, людей, о которых идёт речь, за то, что они, познав Христа, не прославили и не возблагодарили (Рим. 1:21) Его как Христа, Бог предал превратному уму, страстям и бесчестию, так что живут они постыдно, не по-человечески и богопротивно, подобно Исаву, с детства ненавистному Богу и лишённому отцовского благословения: они живут луком, мечом, в распутстве, находя удовольствие в порабощении людей, убивая, грабя и похищая, предаваясь бесчинству, разврату, содомскому греху. И они не только совершают все это, но и вследствие какого-то безумия полагают, что Бог одобряет их действия. Вот что я теперь думаю о них, лучше узнав их образ жизни.
В 1391 году, как считают, состоялась беседа между византийским императором Мануилом II и персидским учёным, во время которого император сказал:

Покажите же мне, что Мухаммед принёс нового, и Вы обнаружите только злое и бесчеловечное, как его приказ распространять мечом веру, которую он проповедовал. Бог не удовлетворяется кровью — и неразумные действия противоречат природе Бога. Вера рождается душой, а не телом. Всякий, кто пытается обратить другого в веру, должен обладать способностью хорошо говорить и разумно рассуждать, без насилия и угроз… Чтобы убедить разумную душу, нужно иметь не сильную руку или оружие любого рода или любое иное средство угрозы человеку смертью.
Первое предложение из данной цитаты, когда его повторил папа римский Бенедикт XVI в 2006 году, привело к серии возмущений в исламском мире, взрывов в церквях и изданию фетвы против папы.

### XIX—XX вв.
В конце XIX — начале XX в. Коран был подвергнут критике с использованием новых научных методов. Критики утверждали, что Коран не имеет божественного происхождения. Так, Игнац Гольдциер и Анри Корбен писали о влиянии зороастризма, а другие — о влиянии иудаизма, христианства и сабеизма.
Против ислама высказывались также политики. К примеру, Уинстон Черчилль был сильным критиком того влияния, которое ислам оказывал на своих последователей. В своей книге, вышедшей в 1899 г., «Речная война» он писал:
Как омерзительны те заклятия, которые магометанство накладывает на своих последователей! Наряду с фанатическим безумием, которое так же опасно в человеке, как бешенство в собаке, существует эта ужасная фаталистическая апатия. Последствия этого очевидны во многих странах. Неразумные привычки, неряшливая система сельского хозяйства, отсталые методы торговли и небезопасность имущества существуют везде, где правят или живут последователи «пророка». Деградировавшая чувственность лишает эту жизнь её милости и совершенства… Тот факт, что по магометанскому закону любая женщина должна принадлежать некоторому мужчине как его абсолютная собственность — либо как ребёнок, либо как жена, либо как наложница — будет оттягивать окончательное искоренение рабства до тех пор, пока вера в ислам не перестанет быть великой силой среди людей.
Ещё более жёстко об исламе отзывался индийский политик Амбедкар из касты «неприкасаемых», боровшийся за равенство каст. По его мнению, мусульманское общество ещё больше преисполнено социальным злом по сравнению с индусским. Он критиковал распространённую среди мусульман классовую дискриминацию таких групп, как «арзалы» (аналог парий в индуизме), а также угнетение женщин (система «пурда»). Он писал, что хотя «пурда» практикуется также индусами, лишь среди мусульман эта система санкционирована самой религией, а не только традицией. Он критиковал исламский фанатизм, считая, что буквальное толкование Корана сделало исламское общество очень жёстким, неспособным к изменениям. Он также указывал, что в отличие от Турции или Ирана, индийским мусульманам не удалось реформировать своё общество.

### Современная критика ислама
Наиболее известные современные критики ислама:
- Роберт Спенсер[англ.] — американский исследователь ислама и терроризма, автор шести книг, из которых две стали бестселлерами. Он — основатель и руководитель сайтов Jihad Watch и Dhimmi Watch, посвящённых исламским террористическим организациям во всём мире[26].
- Билл Уорнер — американский писатель, критик политического ислама, автор ряда книг, посвящённых анализу первоисточников исламской доктрины, в том числе «Шариата для немусульман»[27] и «Убеждение, основанное на фактах. Как переубедить тех, кто поддерживает ислам»[28], и основатель Международного центра изучения политического ислама (CSPII)[29].
- Серж Трифкович, американский историк сербского происхождения, журналист и политолог, автор книги «Меч пророка: Политически некорректное руководство по исламу» (Sword of the Prophet: The politically incorrect guide to Islam: History, Theology, Impact on the World (2002)). События книги относятся ко времени первых веков ислама, и в книге речь идёт о программе насилия, которой следовали первые мусульмане.
- Даниэль Пайпс — американский историк и аналитик, специалист по Ближнему Востоку, автор блога, где рассматривает мировые тенденции, в том числе политику исламских стран.
- Захария Бутрос — коптский священник и критик ислама, Корана и Мухаммеда; автор нескольких книг; ведет телепрограмму, которая транслируется на Ближний Восток.
- Бат Йеор — британский историк, родилась в Египте, специализирующаяся в истории немусульман в мусульманских странах на Ближнем Востоке, и, в частности, истории христианских и еврейских зимми[30].
- Геерт Вилдерс, голландский политик, требующий запретить Коран в Нидерландах, поскольку, по его мнению, он вступает в противоречие с голландским правом.
- Видиадхар Найпол, лауреат Нобелевской премии, британский романист индийского происхождения, родившийся на Тринидаде, публично выступавший с критикой ислама. Найпол утверждает, что ислам оказал «разрушительное воздействие на обращённых людей», разрушив их прежнюю культуру и историю[31].
- Бриджит Гэбриэл[англ.], основатель организации ACT! for America[англ.], автор книги «Потому что они ненавидят» (Because They Hate).
- Ориана Фаллачи, итальянская журналистка и романистка, автор трёх кратких книг, написанных по следам событий 11 сентября 2001 г., утверждающая, что «Западный мир находится в опасности, что его поглотит радикальный ислам»[32].

- Правые европейские и американские политики и журналисты, в частности, Том Танкредо[англ.], Ник Гриффин, Филипп де Вилье, Геерт Вилдерс, Пиа Кьерсгор, Сюзанна Винтер[англ.], Майкл Севедж и Лора Шлессинджер.
- Блогеры: Хью Фицджеральд[англ.], Лоренс Остер, Фьёрдман.
- Писатели: Елена Чудинова, автор романа «Мечеть Парижской Богоматери»

Ряд учёных, хотя и не называют себя критиками ислама, критикуют его частные аспекты:
- Бернард Льюис считает, что атеисты, рабы и женщины рассматриваются исламским правом как самые низкие по сравнению с прочими социальными группами. В то же время, он пишет, что даже равенство свободных взрослых мужчин-мусульман (с прочими мусульманами) представляло собой значительный прогресс по сравнению с греко-римским миром и древней Персией[33][34].
- Патрисия Кроун, историк, специалист по ранней истории ислама, соавтор вызвавшей противоречивую реакцию книги «Агаризм: создание исламского мира» (Hagarism: The Making of the Islamic World), посвящённой ранней истории ислама, где авторы приходят к выводам, отличающимся от традиционных взглядов на эту религию.

#### Атеисты
- Мишель Онфре, французский философ. Онфре известен критикой как ислама, так и других монотеистических религий. Нередко Онфре пишет и говорит об «исламском фашизме», стимулом к которому, по его мнению, стала Исламская революция 1979 г. в Иране. Исламское вероучение он рассматривает как «архаичное по своей структуре», хотя в то же время критикует и западное «общество потребления»[35].
- Ричард Докинз, известный биолог и публицист, критик всех мировых религий[36].
- Сэм Харрис, автор бестселлера «Конец веры» (The End of Faith). По его мнению, умеренный ислам вряд ли возможен, поскольку исламский экстремизм есть результат буквального понимания Корана[37].
- Кристофер Хитченс, журналист, критик «исламофашизма», критик всех мировых религий.
- Ричард Кэрриер, философ, специалист по древней истории, критикует ислам на своём сайте Secular Web[38].
- Салван Момика, шведский акционист иракского происхождения (рождённый на севере Ирака в христианской семье, но называющий себя атеистом), считает что ислам противоречит ценностям Запада.
- Патрик Конделл, комик и писатель, высмеивающий ислам в своих видеономерах.

#### Христиане
- Пэт Робертсон, полагающий, что «ислам стремится захватить мир и не является религией мира», а также, что радикальные мусульмане являются «сатанистами», а Усама бен Ладен — «верным последователем Мухаммеда»[39][40].
- Дэвид Вуд, американский евангельский христианин, который занимается активной критикой ислама на своем ютуб-канале «Acts17 Apologetics.»[41].
- Джерри Фолуэлл, американский консервативный проповедник-баптист, назвавший Мухаммада «террористом»[42].
- Билли Франклин Грэм, описывающий ислам как «злую и извращённую религию». Ему принадлежит фраза: «пусть те, кто считает ислам „чудесным“, уедут куда-нибудь туда, где правит Талибан, и поживут там»[43].
- Альберт Молер-младший, президент Южной баптистской богословской семинарии, утверждающий, что исламское богословие вдохновляется демонической силой[44].
- Среди прочих протестантов-евангелистов, критикующих ислам, известны Род Парсли[англ.], Билл Келлер[англ.] и Джерри Вайнс.
- Священник Даниил Сысоев. Даниил Сысоев активно выступал с критикой ислама как такового, описывая его как заблуждение, пропагандируя не только осуждение радикальных течений: ваххабизма, доктрины установления т. н. «Всемирного халифата» и терроризма, но и развенчание ислама в целом, как подделку послания Бога людям, как мистификацию, подстроенную диаволом при помощи обманутого им Мухаммеда. О. Даниил Сысоев был убеждён, ввиду решения по этому поводу, вынесённого Константинопольским Собором 1180 г., что Аллах мусульман не является Создателем, «…это некая карикатура на Бога, возникшая в голове у Мухаммеда под воздействием злых сил», а Коран — выдумка Мухаммеда, которую он создал, ошибочно поняв отрывки из Ветхого и Нового Заветов[45]. Был убит в 2009 году прямо в храме; убийство не раскрыто.
- Бывший протодиакон Андрей Кураев.

#### Бывшие мусульмане
Бывшие мусульмане в основном направляют свою критику на обращение с женщинами и меньшинствами в мусульманском обществе. Почти все они проживают на Западе, некоторые сменили имена, обоснованно опасаясь преследования.
- Айаан Хирси Али писала о правах мусульманских женщин: «они хотят жить по своей вере, настолько хорошо, насколько это возможно, но их вера крадёт у них их права»[46].
- Таслима Насрин, бенгальский врач, позднее — писательница-феминистка. Критикует ислам в целом, считает себя светским гуманистом.
- Магди Аллам, итальянский журналист египетского происхождения, описывающий ислам как насильственный по своей природе, как основанный на «насилии и нетерпимости»[47]. Обратился в католицизм и был крещён лично папой Бенедиктом XVI 23 марта 2008 г.
- Нони Дарвиш[англ.], основательница произраильского сайта «Арабы за Израиль», утверждающая, что «ислам — больше, чем религия, это тоталитарное государство»[48]. Она также является автором книги «Теперь они зовут меня неверной: почему я отвергла джихад ради Америки, Израиля и войны против террора» (Now They Call Me Infidel: Why I Renounced Jihad for America, Israel, and the War on Terror).
- Ньямко Сабуни, шведский министр интеграции и равенства полов, требует запрета чадры и хиджаба, также выступает за проведение обязательного гинекологического обследования школьниц, чтобы защитить их от женского обрезания. Как она заявила: «Я никогда не допущу, чтобы женщин и девушек угнетали во имя религии». По её словам, она не намерена реформировать ислам, но всего лишь требует отказа от «недопустимой» практики. Получала угрозы убийства[49].
- Захария Анани[англ.], бывший боевик ливанского суннитского ополчения. Анани заявляет, что исламское вероучение не учит ничему другому, кроме как «прятаться в засаде, хватать и убивать» неверных, особенно евреев и христиан[50].
- Халид Дуран[англ.], специалист по истории, социологии и политике исламского мира, автор термина «исламофашизм». Этим термином он описывает политику, когда исламское духовенство вмешивается в государственные дела и активно пытается влиять на вопросы частной жизни[51].
- Эхсан Джами, нидерландский политик, критиковавший Мухаммада, называвший его «преступником»[52].
- Марьям Намази[англ.], коммунистический активист, глава «Совета бывших мусульман Британии» (филиал «Центрального совета бывших мусульман»)[53].
- Анвар Шайх[англ.], автор нескольких книг, критикующих и разоблачающих ислам.
- Али Сина, основатель Международной организации свободы веры (Faith Freedom International).
- Аль Фади, бывший мусульманин-ваххабит(ныне христианин) из Саудовской Аравии. Основатель организации «CIRA International», которая занимается донесением Евангелие мусульманам[54][55].
- Валид Шебат, бывший член Организации освобождения Палестины, принимавший участие в терактах против израильских целей[56]. Он заявил, что «…светские догмы, вроде нацизма, менее опасны, чем исламофашизм, который мы наблюдаем сегодня … поскольку исламофашизм имеет религиозную окраску; он говорит „Господь Всемогущий приказал вам делать это“. Он пытается разрастисть последователей в 25 мусульманских странах. Поэтому в перспективе Вы столкнетёсь с тем, что их успех в несколько раз превзойдёт успех нацистской Германии, если они продолжат действовать в том же направлении»[57].
- Ибн Варрак, философ и писатель пакистанского происхождения, основатель Института секуляризации исламского общества[англ.]; специализируется на критике Корана.
- Вафа Султан отмечала, что пророки ислама говорили: «Мне было приказано сражаться против людей, пока они не поверят в Аллаха и его Посланника». Вафа Султан призвала исламских богословов пересмотреть свои взгляды и работы и изъять оттуда призывы сражаться против людей, которые не являются мусульманами[58]. В настоящее время д-р Султан скрывается от публики, опасаясь за свою жизнь и безопасность семьи после того, как её интервью было продемонстрировано на канале Аль-Джазира[59].
- Иршад Манджи, канадская журналистка-феминистка и автор книги The Trouble with Islam[60].
- Ахмед аль-Рахим, основатель Американского исламского конгресса (American Islamic Congress), утверждал, что «мечети в Америке учат ненависти, а не миру»[61].
- Насер Хадер, датский политик и депутат, основатель партии Умеренных мусульман.
- Яхья Хасан, датский поэт, сын палестинских иммигрантов. В своих книгах и публичных выступлениях обвиняет старшее поколение мусульман иммигрантов в Дании, их лицемерие и криминальное поведение, нежелание интегрироваться и паразитизм на социальной системе страны, нетерпимость к критике и стремление прикрываться исламом, даже нарушая его заветы. Подвергался угрозам и нападению в Дании, некоторое время находился под защитой местного внутреннего агентства безопасности и разведки.

### Ответы на критику ислама
- Дипа Кумар в своей статье «Ответ на критику исламофобов» говорит[62]:

«История ислама не более жестока, чем история какой-либо другой религии. Может быть критики не слышали о крестовых походах? Сопряжение ислама с насилием это расизм. Позвольте мне пояснить для тех, кто не может понять: когда вы берете действия нескольких людей и обобщаете их на всю группу — на всех мусульман или всех арабов, то это расизм. Когда целая группа подвергается дискриминации из-за их религии, то это расизм. Из мусульман в настоящее время делают козлов отпущения, чтобы оправдать войну, которая рушит жизни миллионов людей…»

- Эдвард Саид в своем очерке заявляет о значительном уклоне, ангажированности востоковедов, которые исследуют ислам. Он утверждает, что на ислам смотрят с враждебностью и страхом по религиозным и политическим причинам.
- Кэти Йонг из «Reason Magazine» утверждает, что растущая тенденция антиисламских настроений вытекает из среды, в которой такая критика является популярной, модной[63].
- Джоном Эспозито написано много статей об исламе и исламском мире. В частности он рассматривает такие вопросы как воинствующий ислам, ношение чадры женщинами, проблемы демократии[64][65]. Эспозито решительно оспаривает многие мифы об исламе. Он считает, что «слишком часто при освещении ислама и мусульманского мира предполагается существование монолитной системы, в которой все мусульмане одинаковы». По его мнению, такая точка зрения является очень наивной и неоправданно скрывает важные различия внутри мусульманского мира[66].
- Уильям Монтгомери Уотт утверждает, что деятельность Мухаммеда нужно оценивать по меркам его времени и места, а не по «самым продвинутым взглядам сегодняшнего Запада»[67].
- Мухаммад Али Моар утверждает, что Коран уже содержит раннюю критику и ответы на эту критику. Ничего более важного поздние критики не добавили[68].

## Критика правдивости исламских священных текстов

### Правдивость Корана
Мусульмане верят, что Коран — слово Аллаха, и что по данной причине он будто бы не может содержать ошибок или противоречий и должен считаться безупречным с научной точки зрения.
Критики приводят следующие аргументы:
- Коран содержит научные ошибки[69][70].
- Коран содержит неверные космологические представления и объяснения наблюдаемых феноменов[38][71].
- Коран содержит множество стихов, противоречащих друг другу[72].
- Коран — не оригинальное произведение, но содержит заметные следы влияния зороастризма, иудаизма, сабейства и самаритянского культа. Американский миссионер Сэмюэл Звемер[англ.] считал, что Коран «является не изобретением, а компиляцией; в нём нет ничего нового, кроме гения Мухаммеда, который смешал старые ингредиенты в новую панацею для человечества и навязал её силой меча»[73].

- Наиболее древние списки Корана (рукописи из Саны, обнаруженные в Йемене в 1972)[74] содержат отличия от традиционной версии[75]. Критики считают это доказательством того, что Коран менялся с течением времени[76].

В статье, опубликованной в 1999 г. в журнале The Atlantic Monthly, Герд Пуйн, немецкий специалист по коранической палеографии, говорит:
По моему мнению, Коран представляет собой коктейль из текстов, которые были не до конца понятны даже во времена «Пророка». Многие из них, вероятно, были на сотни лет старше самого ислама. Даже внутри самой исламской традиции имеется большое количество противоречивой информации, включая значительный христианский субстрат. При желании из них можно вывести всю исламскую антиисторию. Коран заявляет о себе, что он является «мубин» — ясным, — но если посмотреть на него внимательно, Вы заметите, что примерно каждое пятое предложение просто не имеет смысла. Многие мусульмане, разумеется, заявят Вам противоположное, но факт состоит в том, что каждое пятое предложение из текста Корана понять невозможно. Вот что традиционно вызывало трудности при переводе. Если Коран непонятен, если даже по-арабски его невозможно понять, тогда его невозможно перевести на любой другой язык. Вот чего боятся мусульмане. Ведь Коран постоянно повторяет, что он ясный и понятный, но в действительности таким не является, — в этом имеется явное и серьёзное противоречие.
- Согласно некоторым исламским авторам, в Коране имелись два стиха — так называемые «сатанинские аяты», — которые Мухаммед произнёс, находясь под влиянием Иблиса. В стихах языческие богини Аллат, Манат и аль-Узза именовались «дочерьми Аллаха»[78][79].

#### Ответы на критику Корана
Большинство других мусульманских богословов (например Ахмад Дидат), утверждает, что кажущиеся противоречия вокруг стихов в Коране можно легко опровергнуть, если понимать эти стихи в их контексте. Они также утверждают, что Коран сам по себе представляет собой непростую задачу для того, кто захочет найти в нём противоречие и доказать, что его автором не был Аллах; все они затем ссылаются на следующий стих:
Разве они тогда не задумаются о Коране? Если бы он был от кого-то иного, чем Аллах, они бы нашли в нём немало противоречий. (Коран, сура (Ан-Ниса) 4, аят 82)
В обсуждении этого вопроса важно то что первичную роль может играть концепция таухида (монотеизма), а вторичную — шариат, то есть правовые обычаи, которые могут быть различны для разных стран; они основывают свои аргументы на следующих коранических стихах:
И воистину, мы посылали почти в каждую умму (сообщество, народ) Посланника (со словами): "Молитесь (только) Аллаху, и избегайте ложных богов". Тогда из них были некоторые, которые повиновались Аллаху, и некоторые, которые заблудились. Поэтому путешествуйте по земле и смотрите, каков был конец тех, кто отрицал истину. (Коран, сура (Ан-Нахль) 16, аят 36)
Таким образом, мусульмане верят, что их обязанностью является верить в пророков, которых упоминали Мухаммед и Коран.
Мусульмане верят, что к другим народам были ниспосланы свои пророки, которые несли весть от Бога. Так как источник их пророчеств был един (Аллах), то и некоторые сходства возможны. Мусульмане утверждают, что сходство между несколькими или двумя произведениями или книгами само по себе не есть достаточное доказательство, что одно скопировано с другого, или позднейшее с более раннего — они оба могут быть основаны на простом третьем источнике. В исламе считается, что есть определённая часть Библии, которая могла остаться неповрежденной, и оба откровения происходят от Бога. Этим и объясняется существование соответствий.
В городе Сана (Йемен) при ремонте соборной мечети были обнаружены более 40 тысяч древних фрагментов отдельных списков Корана. Сенсационные находки хранилищ древних Коранов также были сделаны в Мешхеде, Каире, Дамаске, Кайруане. По программе ЮНЕСКО «Память мира» был составлен CD, содержащий некоторые рукописи Корана из мечети Сана. Диск содержит рукописи, написанные почерком хиджази, которые датируются 1 веком хиджры, один из которых относится к ранним годам 1-го столетия. В одной только этой находке среди рукописей было найдено 83 % текста Корана. Радиоуглеродный анализ рукописей Корана показал их раннюю (1-2 годы хиджры) датировку, что указывает на аутентичность текстов Корана. Также учеными найдено огромное количество надписей, содержащих цитаты из Корана, на монетах, стенах мечетей, которые датируются первым веком хиджры. Существует огромное количество ранних, первого века хиджры, рукописей Корана. Некоторые фрагменты ранних рукописей Корана изучены востоковедами, например Nabia Abbott в своей работе «The Rise of the North Arabic script and its Kur’anic development, with a full description of the Kur’an manuscripts in the Oriental Institute».
- Сатанинские аяты

Выдающиеся знатоки хадисов — аль-Байхаки, Имам аль-Бухари, ан-Навави, Муслим и многие другие говорили об истории как об очевидной фальсификации. В частности, ан-Навави сказал: «В этой истории нет ничего правдоподобного ни с точки зрения повествования, ни с точки зрения логики». Когда у Ибн Исхака спросили об этой истории, он, не сомневаясь, ответил: «Эта история сфальсифицирована безбожниками». Фахр ад-Дин Рази также доказывал безосновательность этой истории.
Аль-Байхаки сказал: «Эта история недостоверна с точки зрения передачи» (то есть иснад её недостоверен). Ибн Хузайма сказал: «Эта история придумана зиндиками (врагами ислама, которые борются с исламом, притворяясь мусульманами)».
По мнению А. А. Али-заде и В. С. Полосина, историки просто описали слухи, которые циркулировали среди прочих народных слухов. Никакой ценности как факт истории они не представляют. Текстологический анализ показывает абсолютную невозможность вставки в суру «Ан-Наджм» указанных «сатанинских, многобожеских» аятов.

### Правдивость хадисов
Хадисы — мусульманская устная традиция, собранная в Сунне (слова и деяния Мухаммеда). Хадисы являются извлечениями из трудов мусульманских писателей с 844 по 874 гг., то есть по прошествии более 200 лет после смерти Мухаммеда в 632 г. В целом, для мусульман хадисы являются вторыми по важности в вопросах обоснования веры после сур Корана, хотя некоторые учёные призывают опираться на традиции уммы (мусульманского сообщества), а не только лишь на хадисы. Большинство наших знаний о жизни пророка Мухаммеда происходит из хадисов. Многие исламские практики (например, Столпы ислама) происходят из хадисов.
Тем не менее существует критика исторической надёжности хадисов. Джон Эспозито отмечает, что «современная западная наука серьёзно поставила под вопрос историчность и подлинность хадисов» на том основании, что «целая куча традиций, приписываемых пророку Мухаммеду, фактически возникла намного позже». Он ссылается на исследователя Йозефа Шахта, который «не обнаружил свидетельств правовых традиций до 722 года», из чего сделал вывод, что «Сунна пророка не является словом и делом пророка, но апокрифом» более позднего происхождения.
Другие западные учёные, например Вильферд Маделунг, больше доверяют исламским традициям и критикуют историков, проявляющих «крайнее недоверие» к мусульманским литературным источникам ранней эпохи ислама. Ведь существует целая наука, изучающая хадисы (ильм би ад-дарият или усулюль хадис), которую основали сподвижники Мухаммада и развили ранние ученые мухаддисы, которая имеет четкую методологию и инструментарий анализа. Так, достоверный хадис (сахих) должен отвечать следующим условиям:
- Непрерывность цепи передатчиков хадиса, когда известно имя каждого передатчика, причём первый из них должен был слышать хадис прямо из уст самого Мухаммада.
- Добросовестность передатчика, высокая степень его приверженности религии, исключающая возможность сознательного возведения лжи на пророка.
- Абсолютная точность передачи хадиса. При этом предпочтение отдаётся хадису, который был передан сразу несколькими сподвижниками независимо друг от друга.

Внутри ислама различные школы и секты имеют разные точки зрения на отношение к хадисам и их толкование. Четыре суннитских школы считают хадисы вторым по важности источником после Корана и различаются только в том, насколько большая свобода интерпретации допускается в толковании источников исламского права. Шиитские учёные не согласны с суннитскими по вопросу о достоверности хадисов. Шииты считают Сунну Али и Имамов таким же надёжным источником, как Сунну Мухаммеда, и в результате используют свой собственный набор хадисов. Дэниэл Браун описывает современное движение против хадисов, которое достигло пика в 1950-е — 1960-е гг., но сейчас переживает упадок.

## Критика исламской морали

### Критика морали Мухаммеда
Мусульмане считают Мухаммеда «печатью пророков» («последним из пророков, после которого не может быть иных»), принесшим последнее «божественное откровение» в виде Корана. Мусульмане верят в то, что Мухаммед был справедливым, святым, больше чем просто посланником Аллаха. С другой стороны, критики, такие как Кёлле или Ибн Варрак, а также ряд немусульман, рассматривают ряд его действий как аморальные. Исламские богословы не согласны, особенно в свете сравнения Мухаммеда с ветхозаветными пророками. Уотт, например, пишет, что Мухаммеда нужно оценивать по меркам его собственного времени и страны, а не с точки зрения «самых просвещённых жителей современного Запада».
Основные обвинения:
- санкции на убийства инакомыслящих (хотя на деле убит был лишь один противник ислама, остальным различными путями удалось получить помилование[97])
- женитьба на малолетней Аише. Однако среди мусульманских богословов о возрасте Аиши существуют разные и довольно противоречивые сведения. Традиционно считается, что на момент вступления в брак с Мухаммедом ей было 9 лет[98][99][100][101][102][103][104][105][106][107], а по другим данным, ей было десять лет уже на момент свадьбы[108]. Также имеются данные некоторых исторических хроник, согласно которым ей было пятнадцать или даже семнадцать лет[109][110]. В мусульманских источниках и исследованиях фигурирует различный возраст Аиши. В то же время у Ибн Хишама и некоторых других историков имеется информация о том, что Аиша была в числе первых принявших ислам людей, а это означает, что в момент брака ей было 15 лет[109]. Кроме того, некоторые историки и исследователи приводят данные о том, что до Мухаммада к ней посватался Джубейр ибн Мутим, и она была старше 17 лет. Также, многие исторические хроники дают информацию о сестре Аиши Асме, которая умерла в возрасте 100 лет в 73 году хиджры. Это означает, что во время хиджры — переселения Мухаммада из Мекки в Медину — ей было 27 лет. В то же время известно, что Аиша была младше её на 10 лет. А это, в свою очередь, означает, что к моменту её брака с Мухаммадом ей было 17 лет[110].

### Критика моральных положений Корана
Мусульмане верят, что Коран — прямые слова Бога, переданные пророку Мухаммеду через архангела Джабраиля. Критика в адрес Корана ставит под сомнение традиционные убеждения мусульман о составе Корана и его содержании:
- стих Корана 4:34 позволяет мусульманским мужчинам воспитывать своих жён, побивая их[111][112];
- насилие напрямую подразумевается в коранических текстах, и что ислам в своей основе (а не только во взглядах «исламистов») поддерживает терроризм[113][114];
- в Коране отстаивается необходимость смертной казни[115][116];
- Коран несовместим с другими религиозными писаниями, он нападает на иноверцев и вызывает ненависть к приверженцам иных религий[8][117][118][119].

### Права человека: отступничество

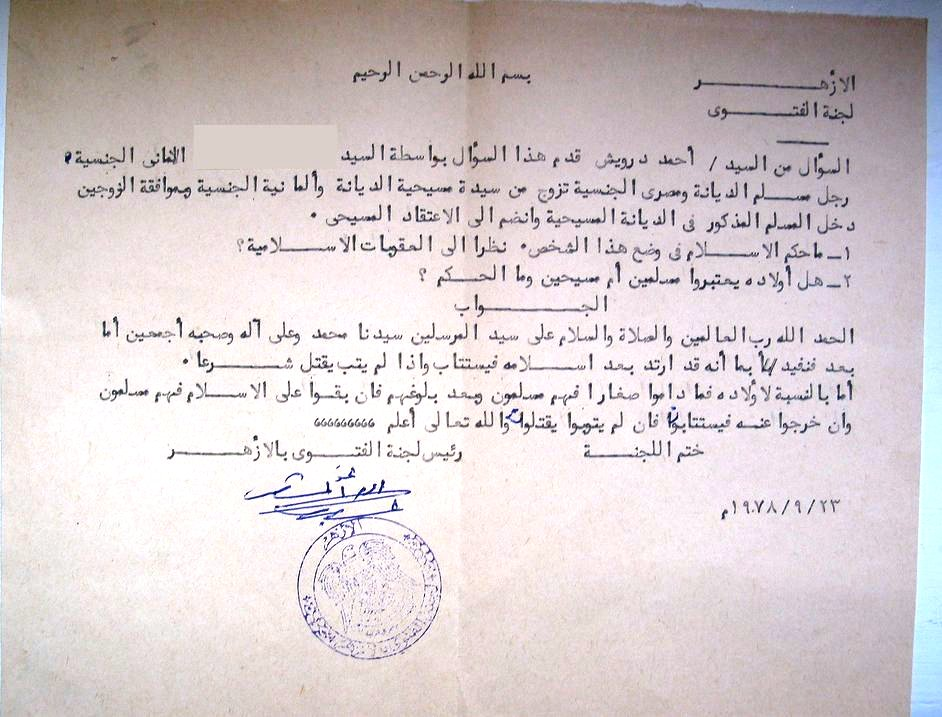
Решение комитета по вынесению фетвы по делу об обратившемся в христианство: «Поскольку он оставил ислам, ему будет предложено выразить своё сожаление (покаяться). Если он не сожалеет (не кается), он будет убит согласно правам и обязанностям исламского закона».

#### Отступничество согласно исламскому праву
Бернард Льюис отмечает:
Наказанием за отступничество, согласно шариату, является смерть. Ислам — надгосударство, а не просто религиозная община. Таким образом, он рассматривает отступничество как измену. Это … неповиновение, отказ от религиозной веры и лояльности.
Все четыре суннитских школы исламского права, как и шиитские богословы, согласны в том, что находящийся в здравом уме взрослый мужчина-отступник должен быть казнён. Женщина-отступница может быть приговорена к смерти, согласно мнению большинства, или помещена в заключение, пока не раскается, как считают иные.
Историк М. Хеффенинг отмечает, что хотя Коран угрожает отступникам наказанием только после смерти, традиционно им грозит смертная казнь. Исламский богослов Мухаммад ибн Идрис аш-Шафии истолковывает стих 2:217 Корана как якобы призывающий к смертной казни. Историк Ваэль Халлак отмечает, что более позднее добавление смертного наказания «отражает более поздние реалии и не соответствует деяниям пророка». Далее он отмечает, что «ничто в законе по вопросу об отступниках и отступничестве не вытекает прямо из буквы священного текста».
Уильям Монтгомери Уотт в ответ на вопрос об исламском праве, которое на Западе рассматривается как «жестокое», пишет: «Согласно исламскому учению, такие наказания могли быть приемлемыми для того времени, когда жил Мухаммед. Однако, поскольку общество с тех пор продвинулось вперёд, они больше не пригодны».
Некоторые современные исламские юристы — как сунниты, так и шииты, а также другие мусульмане — кораниты, утверждали или даже выпускали фетвы о том, что перемена религии либо не подлежит наказанию, либо может быть наказана при ограниченных обстоятельствах. Например, аятолла Монтазери считает, что ни один стих Корана не предписывает земного наказания за отступничество, и добавляет: вполне можно допустить, что наказание было предписано Мухаммедом в ранние годы ислама по причине жёсткого политического противостояния между мусульманами и язычниками, а вовсе не по причине смены веры как таковой. Монтазери определяет разные типы отступничества. Он не считает, что смена веры в результате духовных исканий достойна смерти, но требует смертной казни за отказ от ислама по причине ненависти к мусульманам.

#### Современное отношение к обвиняемым в отступничестве
Сегодня в Организации исламского сотрудничества состоят 57 государств, из которых пять рассматривают отступничество от ислама как преступление, наказуемое смертной казнью: Афганистан, Саудовская Аравия, Иран, Судан и Йемен. По сообщениям Госдепартамента США, о казнях по подобным мотивам в Саудовской Аравии не было сообщений в последние несколько лет. С другой стороны, в Пакистане широко распространены нападения на предполагаемых отступников.
- Абдул Рахман

Дело афганца Абдул Рахмана получило мировую огласку. В начале 2006 г. Рахман был арестован афганской полицией по обвинению в обращении из ислама в христианство, за что в Афганистане предусмотрена смертная казнь. Многие мусульманские священники Афганистана настойчиво требовали смертной казни, однако под международным давлением (включая публичное заявление Госсекретаря США Кондолизы Райс) он был отпущен и получил тайное убежище в Италии.
- Наср Абу Зайд и Фараг Фуда

В 1993 г. египетский профессор Наср Абу Зайд был принудительно разведён с его женой египетским судом, на основании того, что его спорные статьи о Коране якобы являлись свидетельством его отступничества от ислама. Позднее он бежал вместе с женой в Европу (где его брак признается действительным).
Ещё один египетский профессор — Фараг Фуда — был убит в 1992 г. человеком в маске после того, как он раскритиковал исламских фундаменталистов и объявил о своих планах по созданию объединённого движения египтян всех религий.

#### Отступничество и права человека
Критики утверждают, что ряд широко распространённых традиций ислама, основанных на интерпретации Корана, несовместимы с нормами прав человека, признающими право на перемену религии.
В частности, статья 18 Всеобщей декларации прав человека
гласит:
Каждый человек имеет право на свободу мысли, совести и религии; это право включает свободу менять свою религию или убеждения и свободу исповедовать свою религию или убеждения как единолично, так и сообща с другими, публичным или частным порядком в учении, богослужении и выполнении религиозных и ритуальных обрядов.
В дополнение к этому, статья 18 (2) МПГПП гласит:
Никто не может быть подвергнут принуждению, которое бы ограничило его свободу иметь или принимать религию по своему выбору.
Право мусульман на перемену вероисповедания не допускается иранским шариатом, который прямо запрещает подобное.
В странах с шариатским правом (в частности: Судан, Иран, Саудовская Аравия) предусмотрена смертная казнь за отступничество от ислама.
В 1990 г. Организация исламского сотрудничества опубликовала отдельную Каирскую декларацию о правах человека в исламе, соответствующую нормам шариата. Хотя данная декларация гарантирует многие из прав, предусмотренных декларацией ООН, она не даёт мусульманам права переходить в иную религию и ограничивает свободу слова недопущением высказываний, противоречащих исламскому праву.
Абу-ль-Аля Маудуди, основатель организации Джамаат-и-ислами, написал книгу под названием «Права человека в исламе» (Human Rights in Islam), в которой утверждает, что уважение к правам человека всегда было свойственно шариату и в целом исламскому вероучению, и критикует распространённое на Западе мнение, что первое несовместимо со вторым. Большинство западных критиков его книги не согласны с представленным анализом.

### Женщины

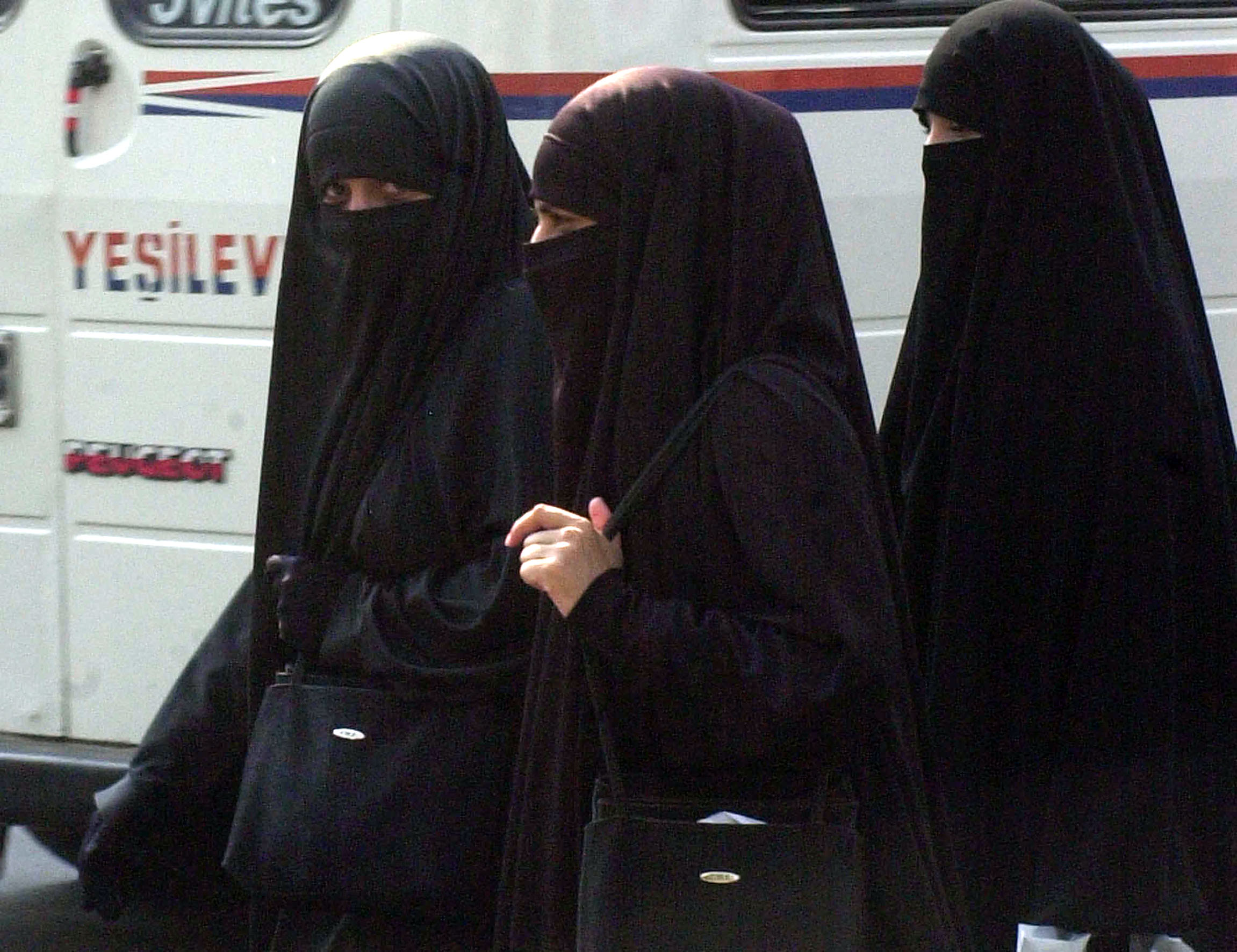

Положение женщин является традиционным пунктом критики ислама. Так, католическая и православная церкви предостерегают женщин-христианок от желания выйти замуж за мусульман в связи с более низким статусом женщин в исламской традиции, отсутствием материнских прав на детей в мусульманских странах и возможным активным неприятием супругом их веры.
В суре Ан-Ниса говорится, что муж имеет право применять физическое насилие в отношении жены, жена такого права не имеет.
Мужья — попечители [своих] жён, поскольку Аллах дал одним людям преимущество перед другими и поскольку мужья расходуют [на содержание жён] средства из своего имущества. Добродетельные женщины преданы [своим мужьям] и хранят честь, которую Аллах велел беречь. А тех жён, в верности которых вы не уверены, [сначала] увещевайте, [потом] избегайте их на супружеском ложе и, [наконец], побивайте. Если же они повинуются вам, то не обижайте их. Воистину, Аллах - возвышен, велик

### Гомосексуальность
Критики, такие как активистка лесбийского движения Иршад Манджи (родом из мусульманской семьи), бывший мусульманин Эхсан Джами и голландская общественная деятельница и бывшая мусульманка Айаан Хирси Али раскритиковали отношение ислама к гомосексуалам. Большинство международных организаций по защите прав человека и, в частности, Human Rights Watch и Amnesty International осуждают шариат, рассматривающий гомосексуальные отношения между взрослыми как преступление. В 1994 г. Комитет ООН по правам человека также постановил, что такие законы нарушают право на частную жизнь, гарантированное Всеобщей декларацией прав человека и Международной конвенцией о гражданских и политических правах. Несмотря на это, большинство мусульманских государств настаивают на том, что такие законы необходимы для защиты исламской морали и чести.

### Насилие в отношении критиков ислама
Несмотря на утверждения, что первоисточники ислама (Коран и хадисы) объявляют его «религией мира», а насилие строго ограничено законами джихада, ислам подвергается критике за то, что его последователи проявляют нетерпимость и насилие по отношению к критикам, вследствие чего не являются правоверными мусульманами:
- Ибн Варрак собрал и опубликовал сообщения о бесчеловечном обращении с отрекшимися от ислама, попавшими в руки исламских органов власти[6].
- Кристоф Люксенберг — профессор из Германии. Вынужден работать под псевдонимом, поскольку опасается, что его новая книга о происхождении Корана сделает его мишенью для насилия[157].
- Туран Дурсун был первоначально имамом и муфтием, но после интенсивной религиозной учёбы изменил свои взгляды на религию, став известным турецким религиозным критиком и правозащитником. 4 сентября 1990 года, Дурсун был застрелен при выходе из дома.
- Хашем Агаджари — иранский профессор университета. Первоначально был приговорён к смерти за речь, в которой критиковал ряд явлений в иранской исламской практике, которые, по его мнению, противоречили первоначальным принципам ислама, в частности за его слова, что мусульмане — «не обезьяны и не должны слепо следовать своим священнослужителям». Позднее приговор был смягчён и изменён на три года заключения, и в 2004 г. он был досрочно выпущен на свободу[158][159][160].
- В 1980-е гг. были изданы фетвы против писателя Салмана Рушди и активистки Таслимы Насрин за их «оскорбительные комментарии» в адрес ислама[161].
- 2 ноября 2004 нидерландский кинопродюсер Тео ван Гог был убит рождённым в Нидерландах Мохаммедом Буйери за его 10-минутный фильм «Подчинение», где критически рассматривалось обращение мусульман с женщинами. Письмо с угрозами автору сценария Айаан Али Хирси было приколото к телу ножом. Хирси скрылась немедленно после убийства[162].
- 30 сентября 2005 датская газета Jyllands-Posten опубликовала карикатуры с изображением пророка Мухаммеда. Карикатуры были перепечатаны (в ряде случаев — уже на волне разгоревшегося скандала) в ряде газет, в том числе в арабских странах. Это вызвало протесты во всём мусульманском мире, в ряде случаев приведшие к насилию, поджогам датского и норвежского посольств в Сирии, сожжению флагов Дании и Германии в Секторе Газа, нападению на здания европейских организаций[163]. В результате данных беспорядков во всём мире погибло не менее 139 человек и 823 получили ранения[164].
- Вскоре после скандала с карикатурами Ахмед Аккари, представитель группы датских имамов, которые отправились в поездку по странам Ближнего востока с целью найти поддержку в скандале с карикатурами, заявил по поводу либерального датского политика Насера Хадера: «…если Хадер станет министром интеграции, не найдётся ли кто-нибудь, кто бы послал двух парней взорвать его самого и его министерство?…»[165]. Хадер заявил, что ему придётся подумать о том, продолжать ли или нет его политическую деятельность. Когда позднее Аккари спросили по поводу его заявления, тот сказал, что «пошутил». Позднее, 1 апреля 2006 г., Хадер объявил, что возвращается в политику. Вскоре Хадер основал движение умеренных мусульман в Дании.
- 19 сентября 2006 французский писатель и философ Робер Редекер написал редакторскую статью для консервативного журнала Le Figaro, в которой критиковал ислам и Мухаммеда: «Безжалостным был предводитель, истреблявший Евреев и имевший нескольких жён, так описывает пророка Мухаммеда Священный Коран»; Вскоре, он стал получать угрозы и был вынужден скрываться[166].
- 4 августа 2007 Эхсан Джами подвергся нападению трёх человек в своём городе Фоорбург в Нидерландах. Общественное мнение считает, что нападение было связано с его деятельностью в Центральном комитете бывших мусульман[167].
- 19 ноября 2009 прямо в храме св. Фомы на юге Москвы после неоднократных угроз был застрелен православный священник Даниил Сысоев, его помощник ранен. Настоятель храма святого Фомы отец Даниил был одним из самых активных миссионеров Русской православной церкви. Т. н. «муджахиды» взяли на себя ответственность за это убийство на одном из экстремистских сайтов[168]. Сообщается, что «убийца родом не с Кавказа, но проникся радикальными идеями и принёс присягу амиру мусульман Абу Усману». Сысоев неоднократно получал угрозы, причём их количество и ассортимент вызывали по словам самого о. Даниила, улыбку: казнить его обещали разными способами, от мучительного до «приятного». В результате был выбран беспрецедентный способ убийства — в храме[169].

### Влияние духовенства на интеграцию исламских мигрантов в Европе, США и Австралии
За последние годы существенно возросла эмиграция из мусульманских стран в Европу, что стало причиной конфликтов между этими эмигрантами и коренными жителями европейских стран. Консервативные установки мусульман в отношении ряда вопросов современности вызвали большие споры в Европе и за её пределами, в особенности спорным для специалистов является вопрос, в какой степени данные консервативные установки являются результатом исламской веры. Резко негативное отношение мусульман к попыткам ассимиляции их в западном обществе, по мнению ряда исследователей[каких?] заключается в боязни подавления тех или иных культурно-языковых проявлений.
В Дании было введено ограничение[когда?] по возрасту на вступление в брак с лицом, рождённым за рубежом, которое в настоящий момент составляет 24 года. Данный закон был принят с целью ограничения браков по договорённости между родителями, нередких среди мусульманских эмигрантов в Дании. Одним из ярких критиков лицемерия в среде датских мусульман-мигрантов является поэт Яхья Хасан, палестинец по происхождению, родившийся и выросший в семье мусульман, придерживающийся атеистического мировоззрения. В своих стихах он жёстко критикует паразитизм на социальной системе страны и нетерпимость к критике, присущие мусульманам, живущим в Дании.
Ряд критиков утверждают, что ислам несовместим с гражданским обществом. На их критику возможно повлияло резкое неприятие мультикультурализма со стороны течения «новых философов». Жаркую полемику на эту тему развернули Паскаль Брюкнер и Поль Клитёр. Эти философы считают мультикультурализм изобретением просвещённой элиты, которая не считает возможным предоставить демократические права оставшейся части человечества, привязывая людей к их корням. Они считают, что подобный подход позволяет исламу закреплять и распространять ограничение прав женщин и гомосексуалов, а в ряде стран практиковать рабство.

### Наука
По мнению ряда исследователей[кого?], современный ислам негативно влияет на научно-технический прогресс. В качестве доказательств приводятся статистические данные по развитию науки в исламских странах.
Согласно данным Международного Исламского Университета в Малайзии, страны, входящие в Организацию «Всемирный исламский конгресс» имеют на 1000 человек населения всего 8,5 учёных, инженеров, и техников, что в 5 раз меньше среднего значения по миру. Исламские страны в среднем тратят 0,3 % валового национального продукта на научные исследования — в 8 раз меньше среднемирового значения.
Согласно отчетам американского Национального научного фонда от 2003 года, половина из 28 стран, внесших наименьший вклад в мировую научную литературу — страны «Исламского Конгресса».
По данным от 2006 года, среди 200 лучших вузов мира только 2 исламских.
Общее количество литературы, переведенной во всех исламских странах за год, составляет лишь одну пятую от количества переводов, делаемых в одной Греции.

## Аномалии в исламе
Под аномалиями понимают ряд явлений, связанных с местными традициями обращённых в ислам народов, под которые позднее местные толкователи шариата подвели юридическую базу, но которые, однако, либо вовсе не предусмотрены Кораном, либо находятся в прямом противоречии с ним. Среди аномалий есть такие:
- Касты в исламских странах Южной Азии, сохранившиеся как пережиток индуизма[176].
- Женское обрезание (в основном страны Африки).

### Критика
- Самир Алескеров «Великий парадокс или два почерка в Коране»
- Ибн Варрак «Происхождение Ислама»
- Джон Гилкрист «Мухаммад — пророк ислама»
- Джон Гилкрист «Коран — священная книга мусульман»
- Уильям Ст. Клэр-Тисдалл «Источники ислама»
- Климович Л. И. «Книга о Коране, его происхождении и мифологии»
- Кристоф Люксенберг «Сиро-арамейское прочтение Корана: подход к расшифровке коранического языка»
- сэр Уильям Мьюир «Жизнь Магомета»
- Георгий Нофал «Ислам: очерки по христианскому сравнительному богословию»

### Англоязычная литература
- Cohen, Mark R.[англ.]. Under Crescent and Cross. — Princeton University Press; Reissue edition, 1995.
- Lockman, Zachary. Contending Visions of the Middle East: The History and Politics of Orientalism (англ.). — Cambridge University Press, 2004.
- Rippin, Andrew[англ.]. Muslims: Their Religious Beliefs and Practices (англ.). — 2nd. — Routledge, 2001.
- Westerlund, David. Ahmed Deedat's Theology of Religion: Apologetics through Polemics (англ.) // Journal of Religion in Africa[англ.] : journal. — 2003. — Vol. 33, no. 3.>
- The miracle and challenge of the Qur’an
- The Truth About Muhammad: Founder of the World’s Most Intolerant Religion by Robert Spencer
- The Politically Incorrect Guide to Islam (And the Crusades) by Robert Spencer
- What they say about Muhammed and Islam by Dr. A. Zahoor and Dr. Z. Haq
- Ar-Raheeq Al-Makhtum — (THE SEALED NECTAR) Memoirs of the Noble Prophet [pbuh]  by Saifur Rahman al-Mubarakpuri.
- Onward Muslim Soldiers by Robert Spencer
- The Legacy of Jihad by Andrew G. Bostom
- Kaufmann Kohler Duncan B. McDonald. Bible in Mohammedian Literature // Jewish Encyclopedia (англ.). — New York: Funk and Wagnalls Company[англ.], 1902. — Vol. III (Bencemero—Chazanuth). — P. 182—185.
- Lal, K. S. (1994). Muslim slave system in medieval India. New Delhi: Aditya Prakashan.
- Кунрад Эльст (1992). Negationism in India: Concealing the record of Islam. ISBN 9788185990958
- Chopra, C., Goel, S. R., & India. (1999). The Calcutta Quran petition. ISBN 978-8185990583
- Medical Science according to the Quran
- Who Wrote the Qur’an?
- Бат Йеор. Islam and Dhimmitude: Where Civilizations Collide
- Бат Йеор. Decline of Eastern Christianity: From Jihad to Dhimmitude
- The Al Qaeda Connection: International Terrorism, Organized Crime, And the Coming Apocalypse by Paul L. Williams
- http://www.themodernreligion.com/basic/quran/quran-amazing.html The Amazing Qur’an by Gary Miller
- An Autumn of War: What America Learned from September 11 and the War on Terrorism by Victor Davis Hanson
- Arabs and Israel — Conflict or Conciliation? by Sheikh Ahmed Hoosen Deedat
- Жиль Кепель. Jihad: The Trail of Political Islam[англ.]
- Жиль Кепель. The War for Muslim Minds: Islam and the West[англ.]
- J. Tolan, Saracens; Islam in the Medieval European Imagination (2002)
- Esposito, John L. The Islamic Threat:  Myth or Reality? (англ.) — Oxford University Press, USA, 1995.
- Halliday, Fred. Islam and the Myth of Confrontation:  Religion and Politics of the Middle East (англ.). — I.B. Tauris, New York, 2003.
- Esposito, John L. Unholy War: Terror in the Name of Islam (англ.). — Oxford University Press, USA, 2003.
- Geisler, Norman L. Answering Islam: The Crescent in Light of the Cross (англ.). — Baker Books[англ.], 2002.
- Shourie, A. (2012). The world of fatwas, or, The Shariah in action. New Delhi: HarperCollins Publishers India, a joint venture with The India Today Group.
- Swarup, R. (1992). Hindu view of Christianity and Islam. New Delhi: Voice of India.
- Ibn Warraq, Why I Am Not a Muslim (1995)
- —, Leaving Islam: Apostates Speak Out
- The Institute for the Study of Civil Society report — The ‘West’, Islam and Islamism
- Zwemer Islam, a Challenge to Faith (New York, 1907)
- Shoja-e-din Shafa, Rebirth (1995) (Persian Title: تولدى ديگر)
- Shoja-e-din Shafa, After 1400 Years (2000) (Persian Title: پس از 1400 سال)